# Coelichneumon lacrymator
Coelichneumon lacrymator är en stekelart som först beskrevs av Etienne Laurent Joseph Hippolyte Boyer de Fonscolombe 1847.  Coelichneumon lacrymator ingår i släktet Coelichneumon och familjen brokparasitsteklar.

## Underarter
Arten delas in i följande underarter:
- C. l. rex
- C. l. corsicator
- C. l. calabrarius